# Учредительный Сейм Литвы

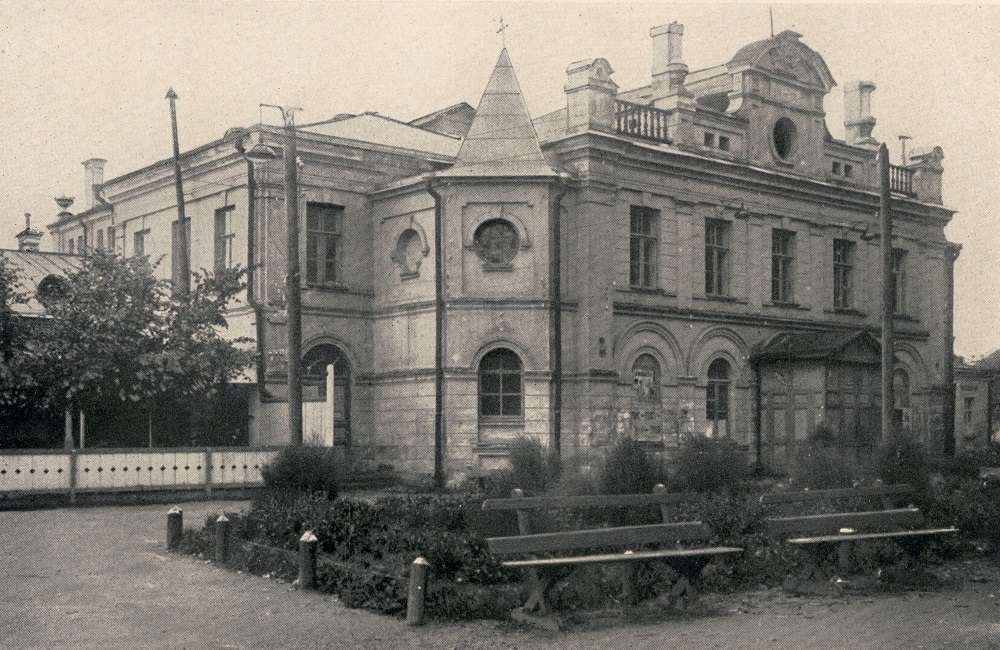
Здание Каунасского городского театра, где прошло первое заседание Учредительного Сейма

Учредительный Сейм Литвы (лит. Lietuvos Steigiamasis Seimas) — высший орган государственной власти Литовской Республики в 1920—1922 годах; первый парламент независимого Литовского государства, избранный 15 мая 1920 года путём прямых, демократических, всеобщих и тайных выборов. Свою деятельность Cейм закончил 6 октября 1922 года.

## Правовая основа
21 сентября 1917 года в Вильнюсе была созвана Вильнюсская (Литовская) конференция, на которой было решено, что для того, чтобы заложить основы независимого Литовского государства и урегулировать его отношения с соседями, в Вильнюсе должен быть созван Учредительный сейм, демократически избранный всеми жителями. Для исполнения решений конференции был избран исполнительный орган — Совет Литвы в составе 20 человек (с 11 июля 1918 г. Совет Литовского Государства). 16 февраля 1918 года Совет Литвы принял Акт о Независимости, который предусматривал созыв Учредительного Сейма в кратчайшие сроки. 2 ноября 1918 года Совет Литовского Государства принял «Основы временной конституции Литовского государства», в которых говорилось, что будущая форма Литовского государства будет определяться Учредительным сеймом. 20 ноября 1919 года принят Закон о выборах в Учредительный Сейм (вступил в действие 2 декабря того же года).

## Выборы

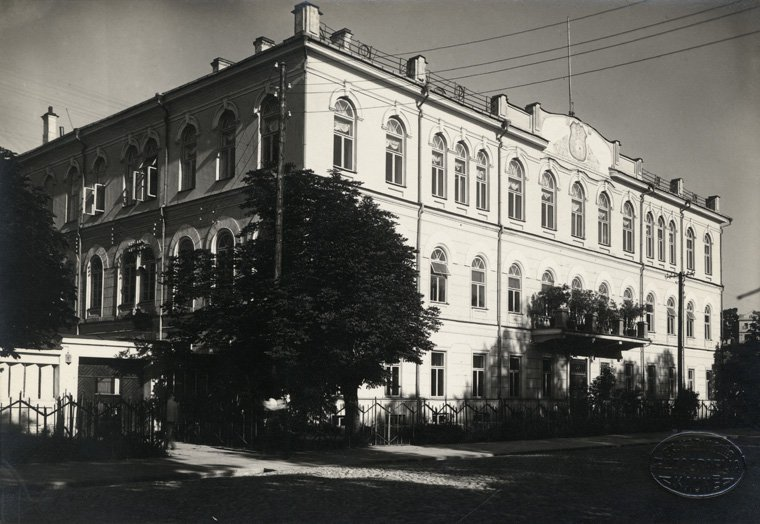
Здание парламента

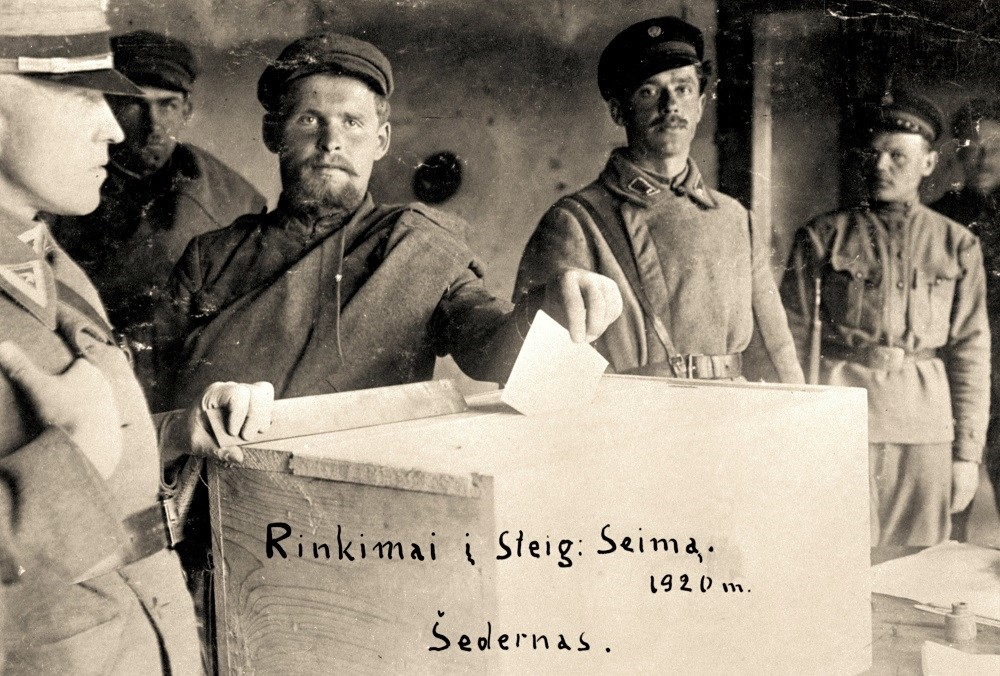
Солдаты литовской армии голосуют на выборах в Учредительный Сейм

Литва была разделена на 11 избирательных округов, 5 из которых в то время не контролировались Литвой. Общее количество мандатов составило 229, но Вильнюсский регион, контролируемый Польшей, и Клайпедский регион, контролируемый Францией, не могли участвовать в выборах. Подконтрольные Литве округа смогли избрать 112 представителей, по одному от 15 000 жителей каждый. Право голоса имели все граждане старше 21 года и военные старше 17 лет. Был изменен параграф Временной конституции, предусматривавший, что Учредительный Сейм должен собираться в Вильнюсе. Также предусматривались права партий, обязанности, штрафы и взыскания за воспрепятствование проведению собраний, агитацию государственных служащих на работе, уничтожение визуальной агитации и списков, применение силы или подкупа избирателей, агитацию в неуместных местах или неподходящее время.
Выборы состоялись 14—15 апреля 1920 года. Христианско-демократическая партия Литвы получила большинство голосов, обеспечив 59 своим представителям место в Сейме. Блок Литовской социалистической народно-демократической партии и Литовского крестьянского союза остался на втором месте, получив 28 мест. Социал-демократы получили 13 мест, а национальные меньшинства получили 10 мест (6 евреев, 3 поляка, 1 немец). Так же избрались 2 непартийных представителя. Позднее состав Сейма менялся. На основе ротации, вместо выбывших представителей, в парламент были включены другие. Поэтому до окончания работы Сейма его членами успели побывать 150 человек. Большинство членов Сейма были очень молоды. 26 из них были не старше 30 лет, и только 12 членов достигшие возраста 50 и более лет. Четверо из них принадлежали к еврейской фракции. Часть членов сейма имели высшее образование (37 из 150), 26 членов из 150 были самоучками. Семь представителей окончили духовные академии или духовные семинарии. В состав Сейма входило 8 женщин. На первом торжественном заседании председательствовала самая старшая из членов Сейма Габриэле Петкявичайте-Бите, секретарем была самая молодая из состава парламента — Она Мурашкайте — Рачюкайтене. В то время это было значимым достижением для женщин.
В профессиональном плане большинство парламентариев составляли фермеры — 21 человек[7]. Значительную часть составляли учителя — 18, чиновники, кооперативщики и деятели самоуправления — 18, ремесленники и рабочие — 17, юристы — 13, священники и раввины — 12, военные — 13.

## Деятельность Сейма

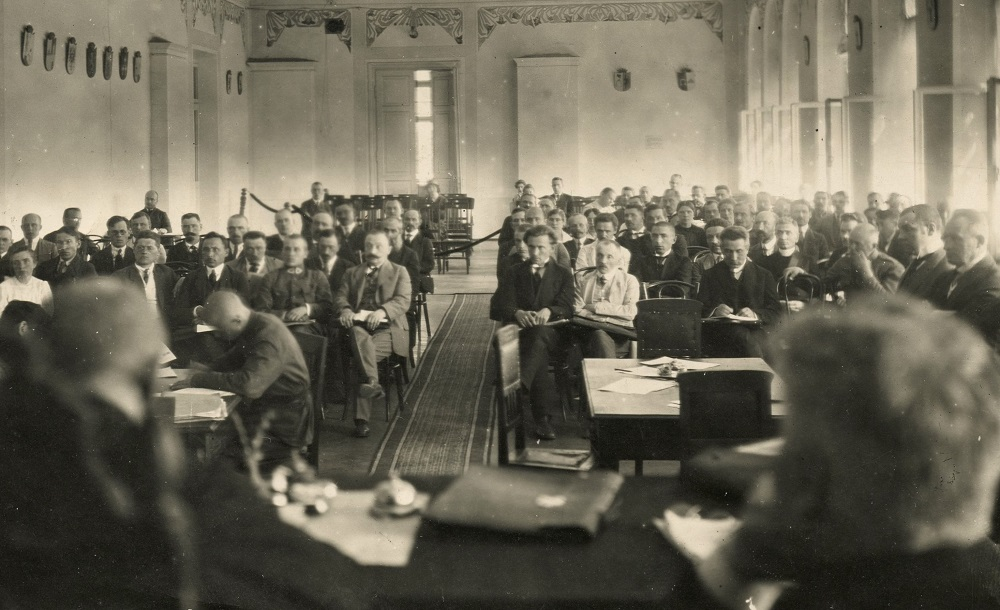
Заседание Учредительного Сейма, 1921 г.

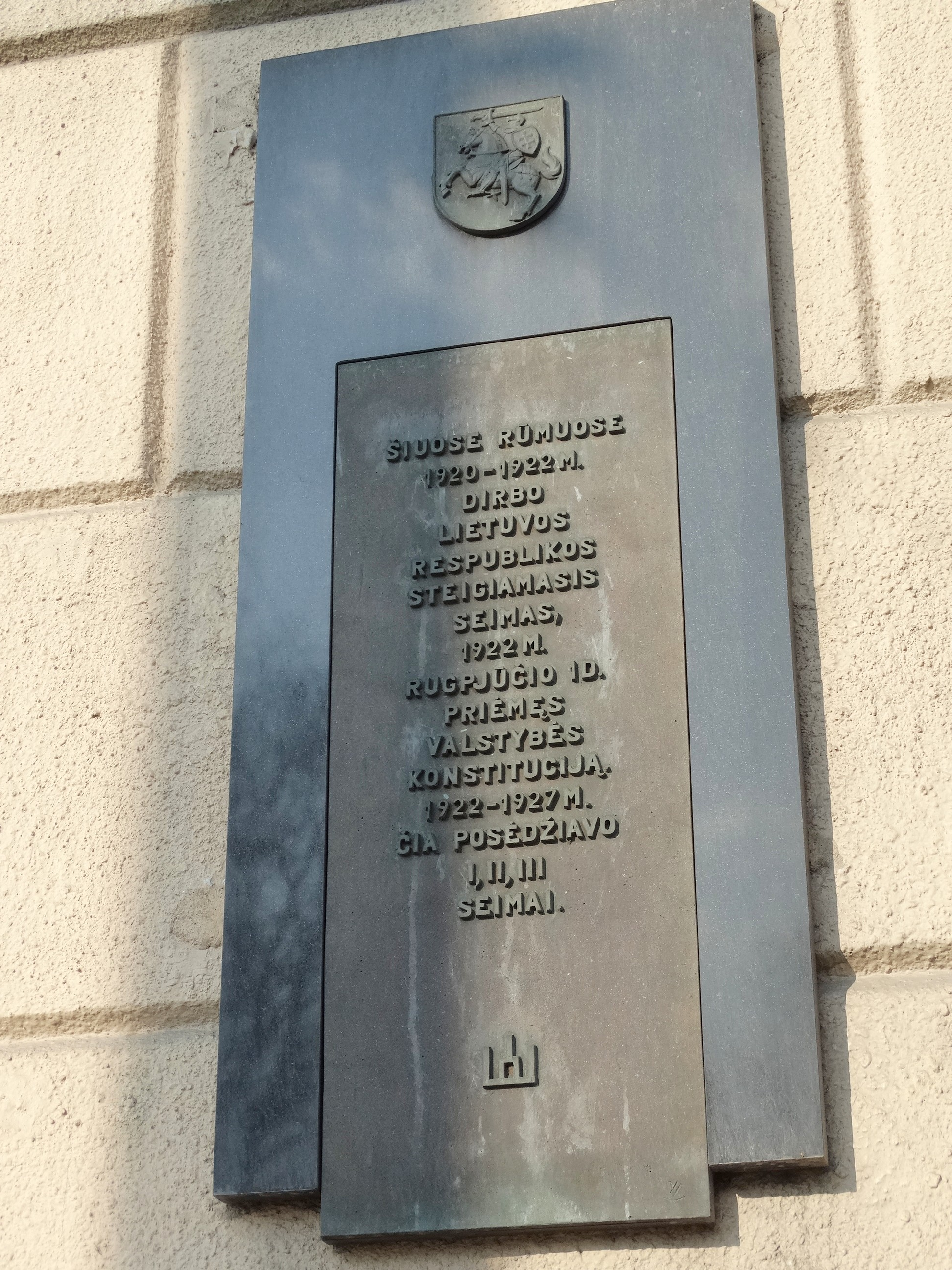
Мемориальная доска, Учредительный Сейм, г. Каунас, Литва

15 мая 1920 года, в тогдашней столице Каунасе, в зале городского театра состоялось первое заседание Учредительного Сейма. Спикером Сейма избран представитель христианских демократов Александрас Стульгинскис. На первом заседании Учредительный Сейм объявил о восстановлении независимой демократической Литовской Республики. Уже 21 мая началось рассмотрение проекта новой конституции. 10 июня 1920 г. была провозглашена вторая временная конституция, впервые утверждающая парламентский порядок. Гражданам Литвы гарантировалась неприкосновенность личности, жилья и корреспонденции, а также свобода вероисповедания, совести, печати, слова, забастовок, собраний и объединений. Узаконена отмена смертной казни.
12 июля 1920 года в Москве был заключен мирный договор с Советской Россией. Спустя две недели Сейм ратифицировал договор. Де-юре Литва была признана независимой большинством стран мира. Во время борьбы за независимость с Красной Армией и поляками Учредительный Сейм был распущен с октября 1920 г. по февраль 1921 г. Когда польская армия напали на Литву, некоторые члены Сейма воевали, защищая государство. В то время существовал так называемый Малый сейм, в который входили президент и шесть членов Учредительного сейма.
29 марта 1921 года Сейм утвердил новые должности в литовской общественной и криминальной милиции, которые вступили в силу 1 мая. Значительно увеличена численность подразделений криминальной милиции.
23 сентября 1921 г. Литва была принята в Лигу Наций, а через неделю присоединилась к Международной конвенции о борьбе с торговлей женщинами и детьми.
В 1922 году Сейм принял Закон о всеобщей переписи населения Литвы.
15 февраля 1922 г. принят закон о земельной реформе. Земля была роздана фермерам, которые ее обрабатывали. Малообеспеченные и безземельные обеспечены землей.
16 февраля 1922 г. основан Литовский университет. Через месяц по инициативе В. Чепинскиса был утвержден его устав.
9 сентября 1922 г. был принят закон о валюте, на основе которого 1 октября 1922 года была введена литовская валюта — лит.
Учредительный Сейм проработал 29 месяцев, провел 257 пленарных заседаний, 963 заседания комиссий, принял более 300 законов. Одной из самых важных его заслуг было принятие первой постоянной Конституции Литовской Республики 1 августа 1922 года, завершившей цикл предыдущих временных конституций:
· I Временная конституция (2 ноября 1918 года)
· II Временная конституция (4 апреля 1919 года)
· III Временная конституция (10 июня 1920 года)

## Значение Учредительного Сейма
Сейм установил принципы западной демократии, основанные на свободе вероисповедания, совести, слова, равенстве наций и полов в соответствии с законом, а также на неприкосновенности личности. С работой Учредительного Сейма закончился период национального возрождения Литвы, восстановления государства и были заложены правовые основы независимого государства. В дополнение к основным законам (постоянная конституция, земельная реформа, введение лита и создание университета) регулировались и другие сферы жизни. Страна ввела метрическую систему измерения, центральноевропейское время, а также ввела контроль исполнительной власти и начала действовать на международной арене. В период Учредительного сейма Литву де-юре признали 16 государств.